# Linie 3 der Pariser Straßenbahn
| U-Bahn-Kopfbahnhof Streckenanfang                                                                |  | Pont du Garigliano            | Pont du Garigliano            |
| U-Bahn-Haltepunkt / Haltestelle                                                                  |  | Balard                        | Balard                        |
| U-Bahn-Betriebs-/Güterbahnhof Streckenanfang und quer · U-Bahn-Abzweig geradeaus und nach rechts |  | Depot                         | Depot                         |
| U-Bahn-Haltepunkt / Haltestelle                                                                  |  | Desnouettes                   | Desnouettes                   |
| U-Bahn-Strecke von rechts · U-Bahn-Strecke                                                       |  | Linie T2 von La Défense       | Linie T2 von La Défense       |
|                                                                                                  |  | Porte de Versailles           |                               |
| U-Bahn-Haltepunkt / Haltestelle                                                                  |  | Georges Brassens              | Georges Brassens              |
| U-Bahn-Haltepunkt / Haltestelle                                                                  |  | Brancion                      | Brancion                      |
| U-Bahn-Haltepunkt / Haltestelle                                                                  |  | Porte de Vanves               | Porte de Vanves               |
| U-Bahn-Haltepunkt / Haltestelle                                                                  |  | Didot                         | Didot                         |
| U-Bahn-Haltepunkt / Haltestelle                                                                  |  | Jean Moulin                   | Jean Moulin                   |
| U-Bahn-Bahnhof                                                                                   |  | Porte d'Orléans               | Porte d'Orléans               |
| U-Bahn-Haltepunkt / Haltestelle                                                                  |  | Montsouris                    | Montsouris                    |
| U-Bahn-Haltepunkt / Haltestelle                                                                  |  | Cité Universitaire            | Cité Universitaire            |
| U-Bahn-Haltepunkt / Haltestelle                                                                  |  | Stade Charléty                | Stade Charléty                |
| U-Bahn-Haltepunkt / Haltestelle                                                                  |  | Poterne des Peupliers         | Poterne des Peupliers         |
| U-Bahn-Haltepunkt / Haltestelle                                                                  |  | Porte d'Italie                | Porte d'Italie                |
| U-Bahn-Strecke von rechts · U-Bahn-Strecke                                                       |  | Linie T9 von Orly             | Linie T9 von Orly             |
|                                                                                                  |  | Porte de Choisy               |                               |
| U-Bahn-Haltepunkt / Haltestelle                                                                  |  | Porte d'Ivry                  | Porte d'Ivry                  |
| U-Bahn-Haltepunkt / Haltestelle                                                                  |  | Maryse Bastié                 | Maryse Bastié                 |
| U-Bahn-Haltepunkt / Haltestelle                                                                  |  | Avenue de France              | Avenue de France              |
| U-Bahn-Brücke über Wasserlauf                                                                    |  | Seine                         | Seine                         |
| U-Bahn-Haltepunkt / Haltestelle                                                                  |  | Baron le Roy                  | Baron le Roy                  |
| U-Bahn-Haltepunkt / Haltestelle                                                                  |  | Porte de Charenton            | Porte de Charenton            |
| U-Bahn-Haltepunkt / Haltestelle                                                                  |  | Porte Dorée                   | Porte Dorée                   |
| U-Bahn-Haltepunkt / Haltestelle                                                                  |  | Porte d'Ivry                  | Porte d'Ivry                  |
| U-Bahn-Haltepunkt / Haltestelle                                                                  |  | Montempoivre                  | Montempoivre                  |
| U-Bahn-Haltepunkt / Haltestelle                                                                  |  | Alexandra David-Néel          | Alexandra David-Néel          |
| U-Bahn-Abzweig quer und von rechts · U-Bahn-Abzweig geradeaus und nach rechts                    |  | Linie T3b nach Porte Dauphine | Linie T3b nach Porte Dauphine |
|                                                                                                  |  | Porte de Vincennes            |                               |

| |  | Porte de Vincennes                 |                                    |
| U-Bahn-Abzweig quer und nach rechts · U-Bahn-Abzweig geradeaus und von rechts                            |  | Linie T3a von Porte du Garigliano  | Linie T3a von Porte du Garigliano  |
| U-Bahn-Haltepunkt / Haltestelle                                                                          |  | Porte de Montreuil                 | Porte de Montreuil                 |
| U-Bahn-Haltepunkt / Haltestelle                                                                          |  | Mairie de Miribel                  | Mairie de Miribel                  |
| U-Bahn-Haltepunkt / Haltestelle                                                                          |  | Porte de Bagnolet                  | Porte de Bagnolet                  |
| U-Bahn-Haltepunkt / Haltestelle                                                                          |  | Séverine                           | Séverine                           |
| U-Bahn-Haltepunkt / Haltestelle                                                                          |  | Adrienne Bolland                   | Adrienne Bolland                   |
| U-Bahn-Haltepunkt / Haltestelle                                                                          |  | Porte des Lilas                    | Porte des Lilas                    |
| U-Bahn-Haltepunkt / Haltestelle                                                                          |  | Hôpital Robert-Debré               | Hôpital Robert-Debré               |
| U-Bahn-Haltepunkt / Haltestelle                                                                          |  | Butte du Chapeau Rouge             | Butte du Chapeau Rouge             |
| U-Bahn-Haltepunkt / Haltestelle                                                                          |  | Porte de Pantin                    | Porte de Pantin                    |
| U-Bahn-Abzweig geradeaus, nach links und von links · U-Bahn-Betriebs-/Güterbahnhof Streckenende und quer |  | Depot                              | Depot                              |
| U-Bahn-Haltepunkt / Haltestelle                                                                          |  | Delphine Seyrig                    | Delphine Seyrig                    |
| U-Bahn-Haltepunkt / Haltestelle                                                                          |  | Ella Fitzgerald                    | Ella Fitzgerald                    |
| U-Bahn-Haltepunkt / Haltestelle                                                                          |  | Porte de la Villette               | Porte de la Villette               |
| U-Bahn-Haltepunkt / Haltestelle                                                                          |  | Canal Saint-Dénis                  | Canal Saint-Dénis                  |
| U-Bahn-Haltepunkt / Haltestelle                                                                          |  | Rosa Parks                         | Rosa Parks                         |
| U-Bahn-Haltepunkt / Haltestelle                                                                          |  | Porte d'Aubervilliers              | Porte d'Aubervilliers              |
| U-Bahn-Haltepunkt / Haltestelle                                                                          |  | Colette Besson                     | Colette Besson                     |
| U-Bahn-Haltepunkt / Haltestelle                                                                          |  | Porte de la Chapelle               | Porte de la Chapelle               |
| U-Bahn-Haltepunkt / Haltestelle                                                                          |  | Diane Arbus                        | Diane Arbus                        |
| U-Bahn-Haltepunkt / Haltestelle                                                                          |  | Porte de Clignancourt              | Porte de Clignancourt              |
| U-Bahn-Haltepunkt / Haltestelle                                                                          |  | Angélique Compoint                 | Angélique Compoint                 |
| U-Bahn-Haltepunkt / Haltestelle                                                                          |  | Porte de Saint-Ouen                | Porte de Saint-Ouen                |
| U-Bahn-Haltepunkt / Haltestelle                                                                          |  | Épinettes – Pouchet                | Épinettes – Pouchet                |
| U-Bahn-Haltepunkt / Haltestelle                                                                          |  | Honoré de Balzac                   | Honoré de Balzac                   |
| U-Bahn-Haltepunkt / Haltestelle                                                                          |  | Porte de Clichy                    | Porte de Clichy                    |
| U-Bahn-Haltepunkt / Haltestelle                                                                          |  | Porte d'Asnières – Marguerite Long | Porte d'Asnières – Marguerite Long |
| U-Bahn-Haltepunkt / Haltestelle                                                                          |  | Square Sainte-Odile                | Square Sainte-Odile                |
| U-Bahn-Haltepunkt / Haltestelle                                                                          |  | Porte de Champerret                | Porte de Champerret                |
| U-Bahn-Haltepunkt / Haltestelle                                                                          |  | Thérèse Pierre                     | Thérèse Pierre                     |
| U-Bahn-Haltepunkt / Haltestelle                                                                          |  | Anny Flore                         | Anny Flore                         |
| U-Bahn-Haltepunkt / Haltestelle                                                                          |  | Porte Maillot                      | Porte Maillot                      |
| U-Bahn-Haltepunkt / Haltestelle                                                                          |  | Anna de Noailles                   | Anna de Noailles                   |
| U-Bahn-Kopfbahnhof Streckenende                                                                          |  | Porte Dauphine (Avenue Foch)       | Porte Dauphine (Avenue Foch)       |

Die Linie 3 der Pariser Straßenbahn (sie umfasst die Linien T3a und T3b der Straßenbahn Île-de-France) war die erste neue Straßenbahnlinie, die innerhalb der französischen Hauptstadt Paris verkehrt. Ihr erster Abschnitt wurde 2006 im Süden der Stadt in Betrieb genommen, dann im Dezember 2012 über den Osten nach Norden verlängert, sowie im November 2018 und zuletzt im April 2022 weiter nach Westen verlängert. Sie verbindet auf einer Gesamtlänge von 29,9 Kilometern die Stationen Pont du Garigliano im Südwesten und Porte Dauphine im Westen der Stadt, und ist seit 2012 aufgeteilt in die zwei Linienteile T3a und T3b, die beide an der Station Porte de Vincennes beginnen bzw. enden. Ihre Trasse folgt den Boulevards des Maréchaux, einer Aneinanderreihung von Boulevards, die Paris an seinen Außengrenzen parallel zur letzten Stadtmauer (im Verlauf der heutigen Stadtautobahn Boulevard périphérique) umgeben, weshalb sie auch als „Tramway des Maréchaux“ bezeichnet wird.

## Geschichte

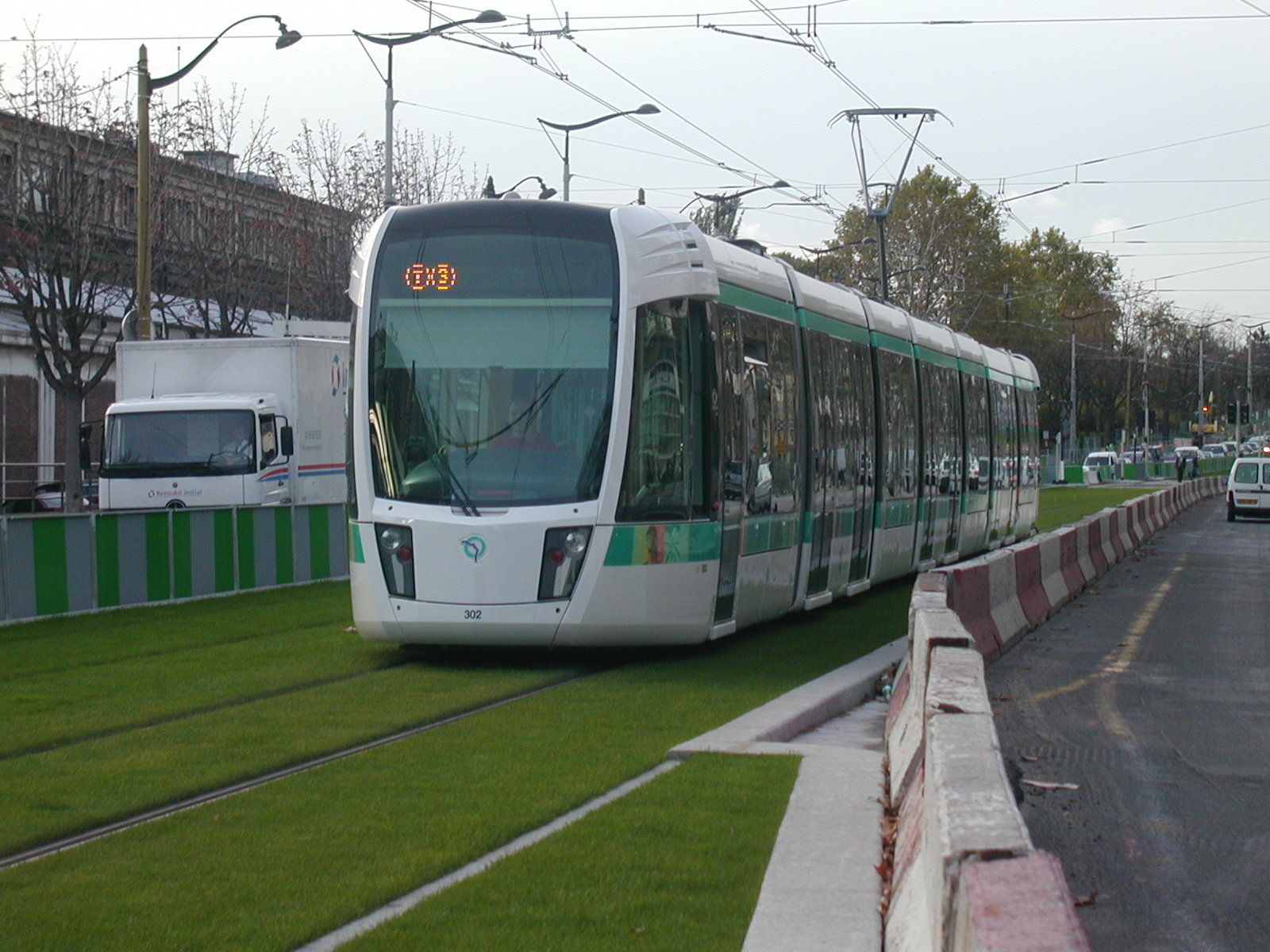
Citadis 402 während der Testphase

Gleisplan des ersten Abschnitts der Linie T3 mit dem Betriebshof Atelier de maintenance de Lucotte

Nachdem die Buslinien, die Paris entlang der Boulevards des Maréchaux umrundeten (PC 1-3) schon lange an ihre Grenzen stießen, begann man im Jahr 2000 mit der Planung einer Verbesserung des Angebotes durch Kapazitätserhöhung. Man entschied sich für eine normalspurige Straßenbahn, welche aber durchaus umstritten war, da durch ihren Bau der zwangsläufig ohnehin knappe Straßenraum in Paris weiter verkleinert würde. Die oberirdische Linienführung, die alle Pariser Ausfallstraßen kreuzen muss und durch neue Signal- und Ampelanlagen die Flüssigkeit des Straßenverkehrs einschränkt, wurde daher kontrovers diskutiert.
Dennoch begann man im Jahr 2004 mit dem Bau des ersten Teilstückes der Tramway des Maréchaux. Der Bau beschränkte sich nicht auf die Straßenbahntrasse, sondern wurde auch dazu genutzt, diese Boulevards grundlegend umzugestalten. Die Straßenbahn verkehrt durchgehend auf eigener Trasse, welche großteils als Rasengleis ausgeführt ist. Die Kosten für die Errichtung des ersten Stücks und der Umgestaltung der betroffenen Straßenzüge beliefen sich auf rund 320 Mio €. Die Inbetriebnahme der Strecke zwischen den Endpunkten Pont du Garigliano und Porte d’Ivry erfolgte am 16. Dezember 2006.
2009 begannen Bauarbeiten an einer Verlängerung über den Pariser Osten bis in den Norden zur Metrostation Porte de la Chapelle. Diese 14,5 km lange Verlängerung mit 26 neuen Stationen wurde im Dezember 2012 in Betrieb genommen. Die Baukosten beliefen sich auf 652 Millionen € für die Straßenbahnstrecke und 149 Millionen € für die damit verbundene Umgestaltung der befahrenen Straßen. Die Kosten wurden von der Stadt Paris und der Region Île-de-France getragen. Da eine Strecke dieser Länge sehr verspätungsanfällig geworden wäre, wurde die T3 in zwei Linien mit Umstieg in Porte de Vincennes geteilt: Die T3a verkehrte zwischen Pont du Garigliano und Porte de Vincennes, die T3b zwischen Porte de Vincennes und Porte de la Chapelle.
Am 24. November 2018 wurde die Verlängerung der T3b ab Porte de la Chapelle nach Westen zur Porte d'Asnières in Betrieb genommen. Auf der 4,3 km langen Neubaustrecke entstanden acht Haltestellen, von denen immerhin fünf einen Umstieg zur Metro oder zum RER-Netz ermöglichen. An der Haltestelle Porte de Clignancourt gibt es einen Übergang zur Métrolinie 4 und an der Porte de Saint-Ouen einen Übergang zum Nord-Ost-Zweig der Métrolinie 13. Der Nord-West-Zweig dieser Linie kann – ebenso wie die geplante Verlängerung der Métrolinie 14 und des RER C – über die Haltestelle Porte de Clichy erreicht werden.
Mögliche Nutznießer sind 600.000 Einwohner und 300.000 Beschäftigte, welche im Einzugsbereich der Verlängerungsstrecke im 17. bzw. 18. Arrondissement von Paris oder in den Gemeinden Saint-Denis, Saint-Ouen-sur-Seine, Clichy und Levallois-Perret wohnen bzw. arbeiten.
Mit den Baumaßnahmen wurde 2015 begonnen. Die Fertigstellung war zunächst für Ende 2017 vorgesehen. Im Frühjahr 2016 wurde aber bekannt gegeben, dass der Straßenbelag in erheblichem Umfang mit Asbest verunreinigt sei, und deshalb zusätzliche Schutzmaßnahmen erforderlich seien.
Im April 2014 erklärte Anne Hidalgo, die neue Bürgermeisterin von Paris, ab Juni 2014 eine Studie in Auftrag zu geben, um eine Verlängerung der Linie T3b bis zur Porte Maillot zu prüfen und langfristig den Lückenschluss bis zur Brücke Pont du Garigliano zu erreichen. Dadurch würde vor allem die Universität Paris-Dauphine und der Bois de Boulogne besser an den ÖPNV angeschlossen. Nach umfangreichen Planungen wurden zu Beginn des Jahres 2016 mehrere Planungsvarianten vorgestellt: zwei Vorschläge sahen einen Weiterbau bis zur Porte Maillot vor, zwei andere Vorschläge planten sogar bis zur Porte Dauphine. 
Vom STIF wurde der Weiterbau bis zu Porte Dauphine im Prinzip schon im Oktober 2015 genehmigt. Die vorbereitenden Arbeiten starteten 2019, in Betrieb ging die Verlängerung nach Porte Dauphine am 5. April 2024.

## Die Linie 3 (2006–2012)
Zum Einsatz kamen auf der Linie 3 einundzwanzig 7-gliedrige Garnituren des Typs Citadis 402 von Alstom. Sie bieten 304 Personen Platz, bei 68 Sitzplätzen. Die Maximalgeschwindigkeit der Fahrzeuge liegt bei 60 km/h, welche von sechs Asynchronmotoren mit einer Nominalleistung von 120 kW angetrieben werden. Die Stromversorgung erfolgt über eine Oberleitung mit 750 V Gleichspannung.

## Die Linie T3a

### Streckenverlauf der Linie T3a
Die Strecke mit einer Länge von 12,4 Kilometern und 25 Haltestellen verläuft auf den Boulevards des Maréchaux im Süden und Südosten der Stadt. Endhaltestelle im Westen ist die Station Pont du Garigliano, an welcher Umsteigemöglichkeit zur Linie RER C besteht. Die Linie kreuzt in weiterer Folge mehrere Métrolinien, die Straßenbahnlinie T2 sowie die Linie RER B bei der Cité Universitaire, einer Studentensiedlung. Weiterhin wird auch das Stadion Stade Charléty durch die Linie angebunden. Ab der Haltestelle Porte d'Italie verläuft die Linie auf ca. 700 m Länge direkt oberhalb der unterirdischen Métrolinie 7. Die drei Haltestellen Porte d'Italie, Porte de Choisy und Porte d'Ivry werden von beiden Linien bedient. Im weiteren Verlauf überquert die Strecke die Seine auf der Pont National, folgt weiter dem Verlauf der Boulevards des Maréchaux und erreicht schließlich ihre Endstation Porte de Vincennes, wo die Gleise mit denen der Linie T3b verbunden sind.

Routenskizze der Linie T3a
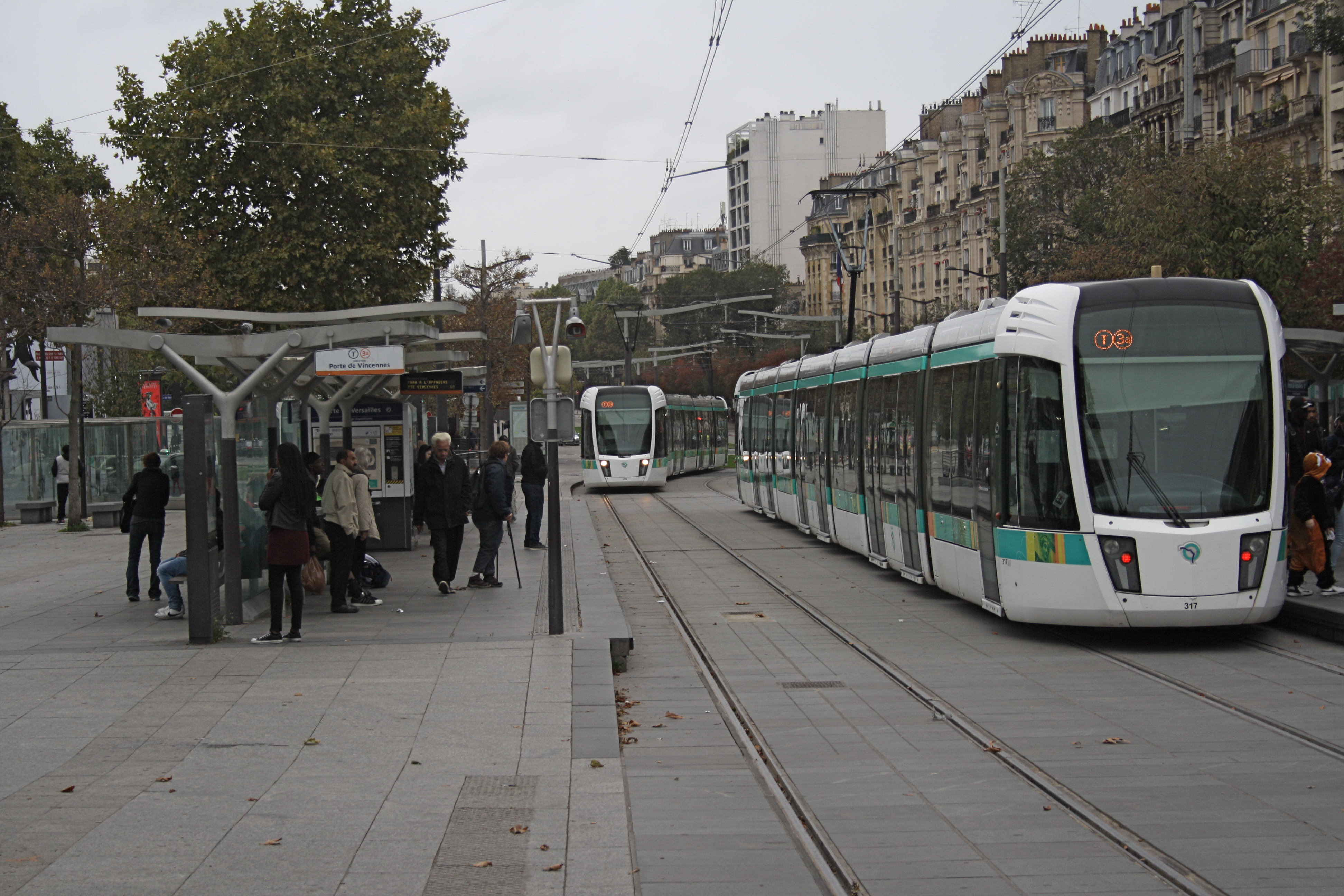
Begegnung zweier Züge in der Haltestelle Porte de Versailles (Umsteigestation zur Métrolinie 12)
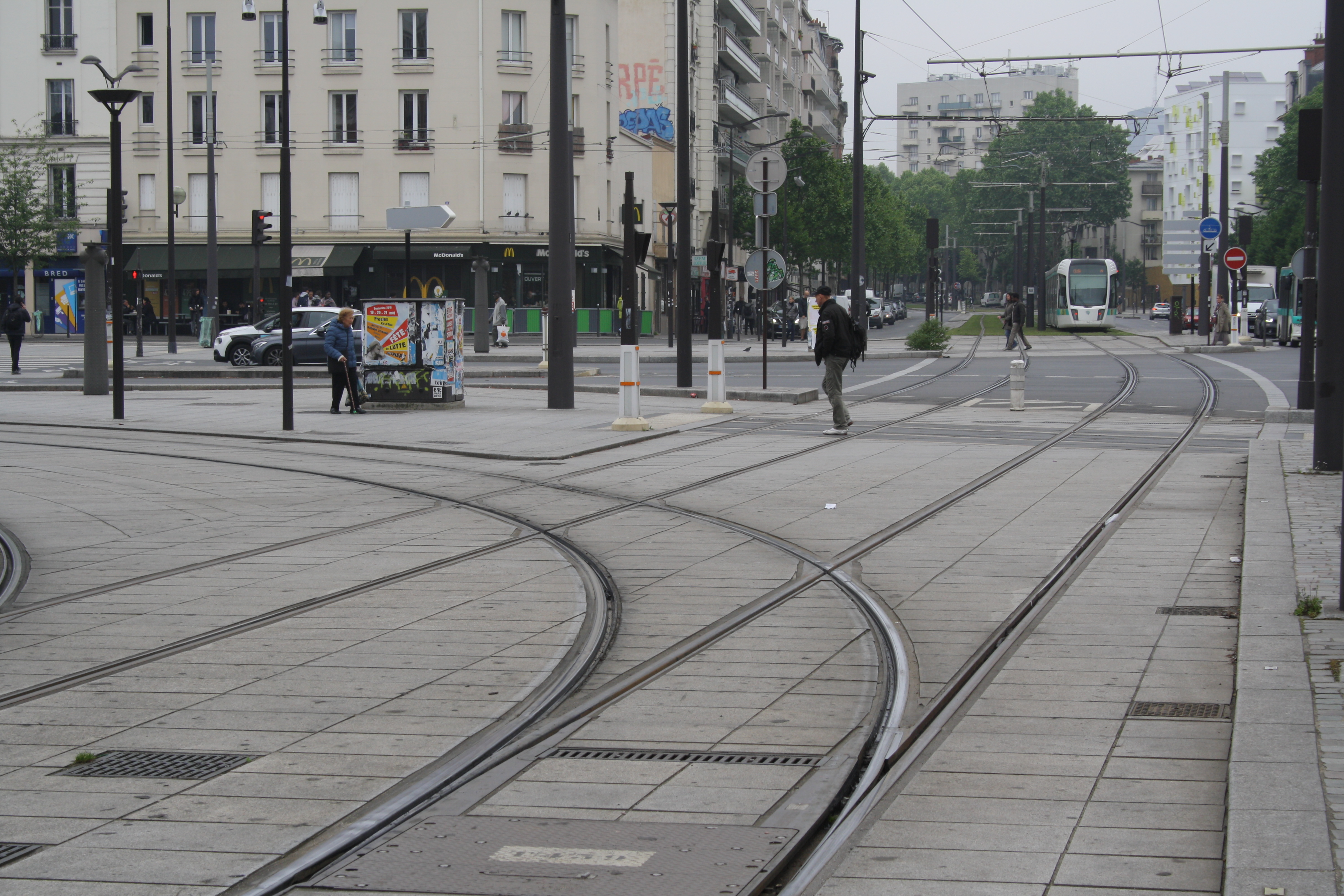
Gleisverzweigung auf dem Cours de Vincennes – die geraden Gleise führen als Betriebsstrecke zur Linie T3b, deren Zug (im Hintergrund) hat soeben die Endstation Porte de Vincennes verlassen
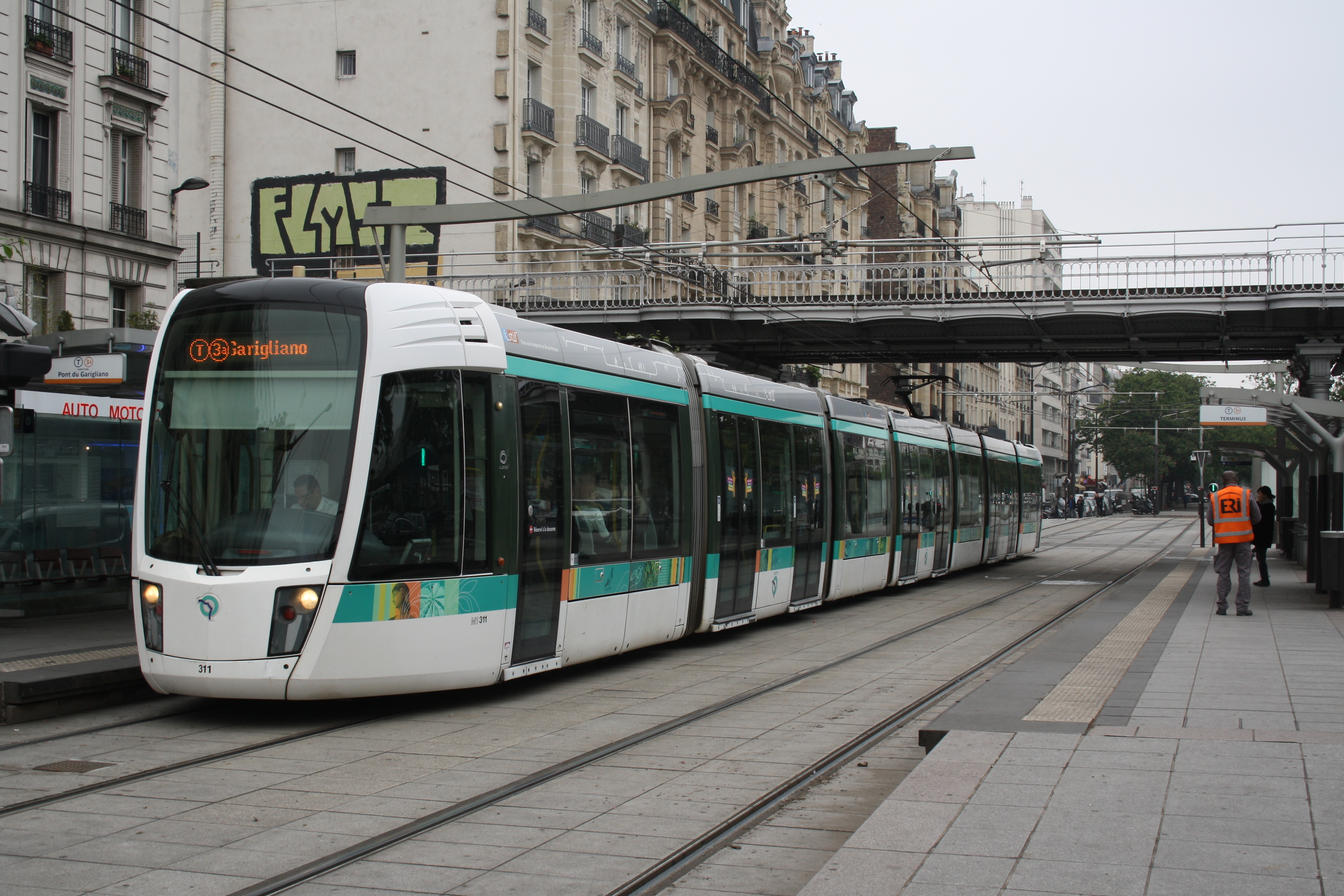
Zug der Linie T3a in der Endstation Porte de Vincennes unter der Brücke der Petite Ceinture, im Hintergrund die Wende- und Abstellanlage
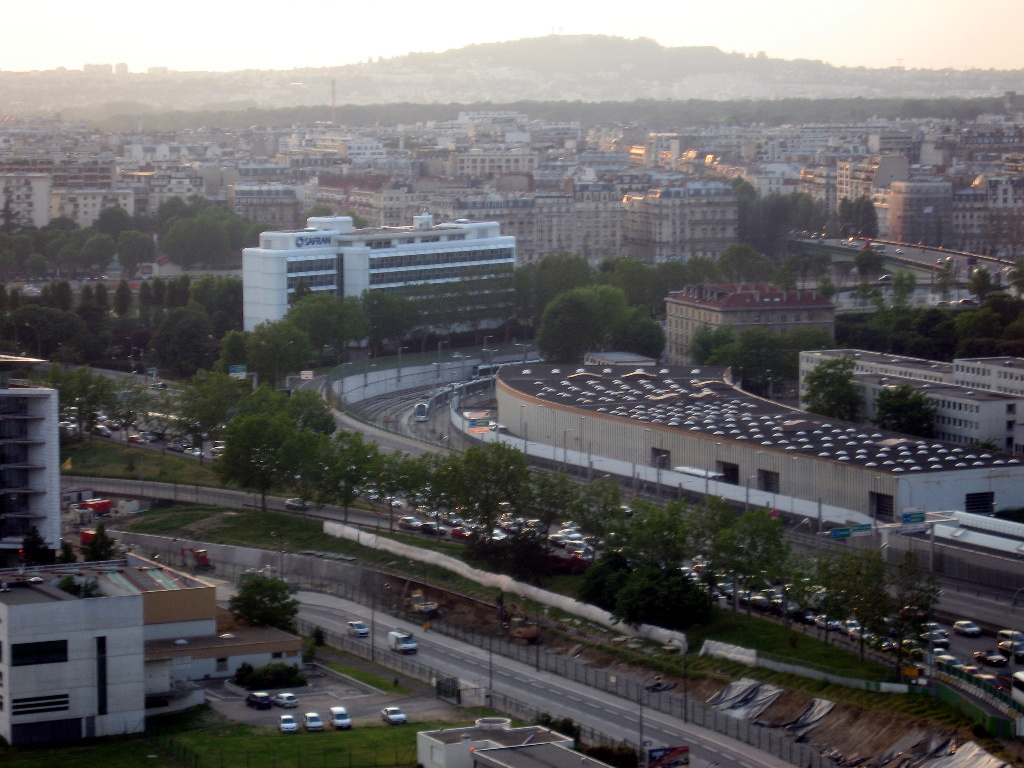
Betriebshof Ateliers de Lucotte

### Depot und Betriebswerkstätten
Der Betriebshof (genannt Ateliers de Lucotte nach einer nahegelegenen Straße, der Rue du Général-Lucotte) liegt südlich der Straßenbahnstrecke in der Nähe des Boulevard périphérique. Das Gelände mit einer Fläche von 1,8 ha hat Abstellgleise für 21 Straßenbahngarnituren und beherbergt auch die Betriebswerkstätten für diese Linie sowie die Streckenleitzentrale (Poste de commandement de la ligne (PCL)).

### Gleisverbindung zu anderen Linien
An der Haltestelle Porte de Versailles liegen die Gleise der Linie T2 nur 75 Meter von den Gleisen der Linie T3a entfernt, dennoch gibt es keine Gleisverbindung zwischen den beiden Linien. Nach der Haltestelle Porte de Choisy verlaufen die Wendegleise der Linie T9 parallel zu denen der Linie T3a und sind nur 7 Meter voneinander entfernt, auch hier wurde kein Verbindungsgleis zwischen den Linien geschaffen.

## Die Linie T3b

Routenskizze der Linie T3b (seit April 2024)
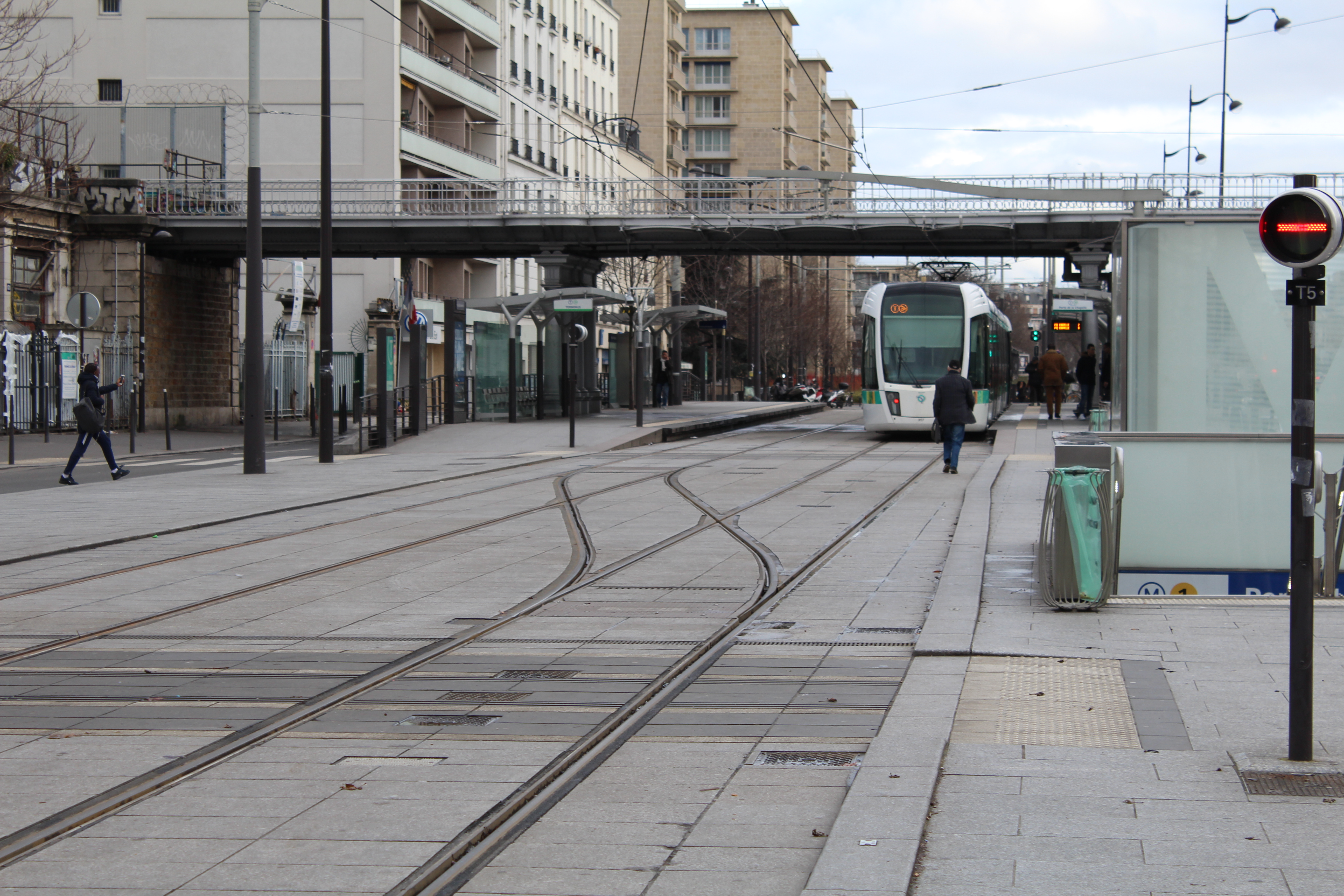
Station Porte de Vincennes der Linie T3b – die Haltestelle der Linie T3a liegt auf der gegenüberliegenden Straßenseite
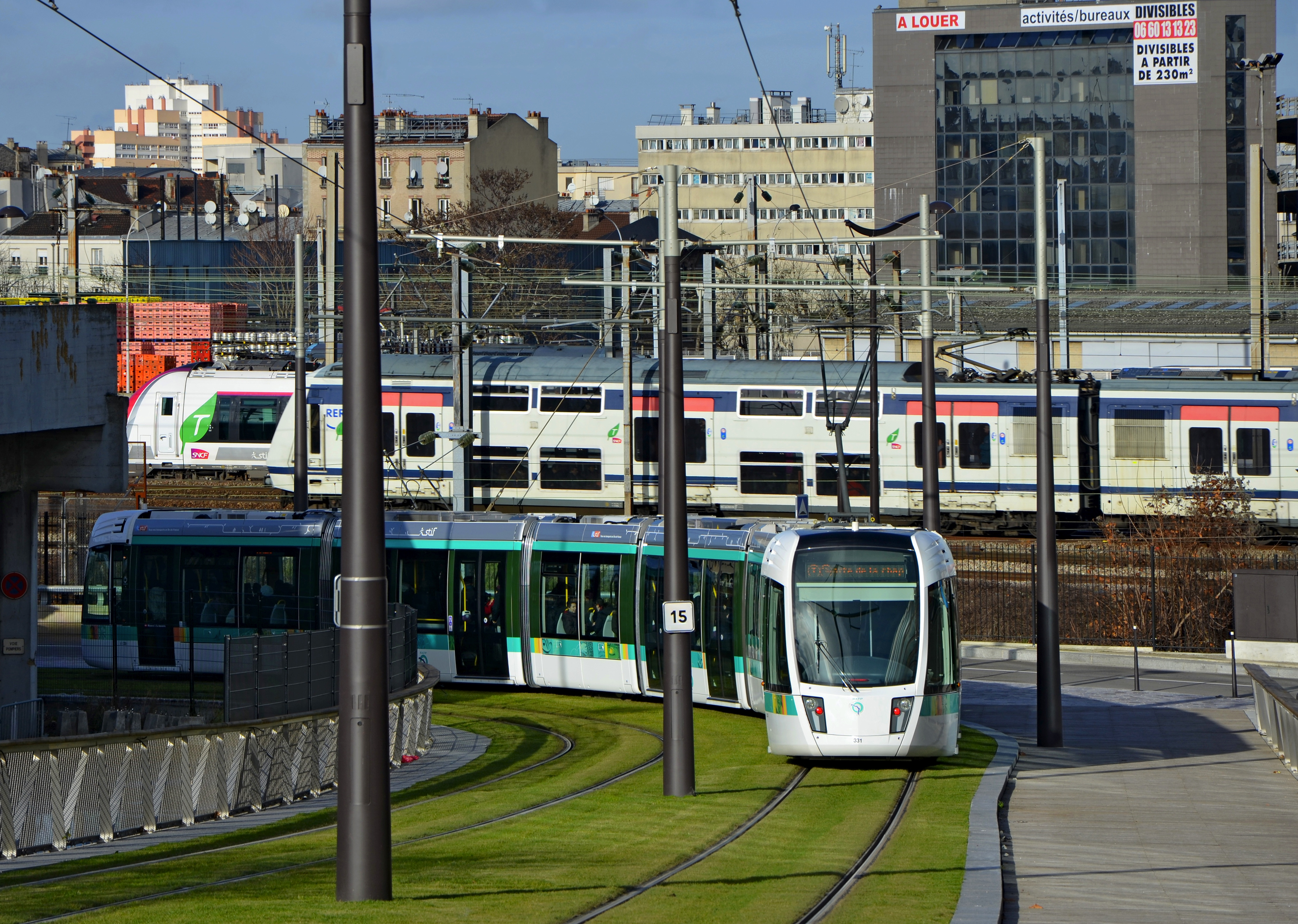
Zug der Linie T3b an der Bahnstrecke Paris–Strasbourg im 19. Arrondissement
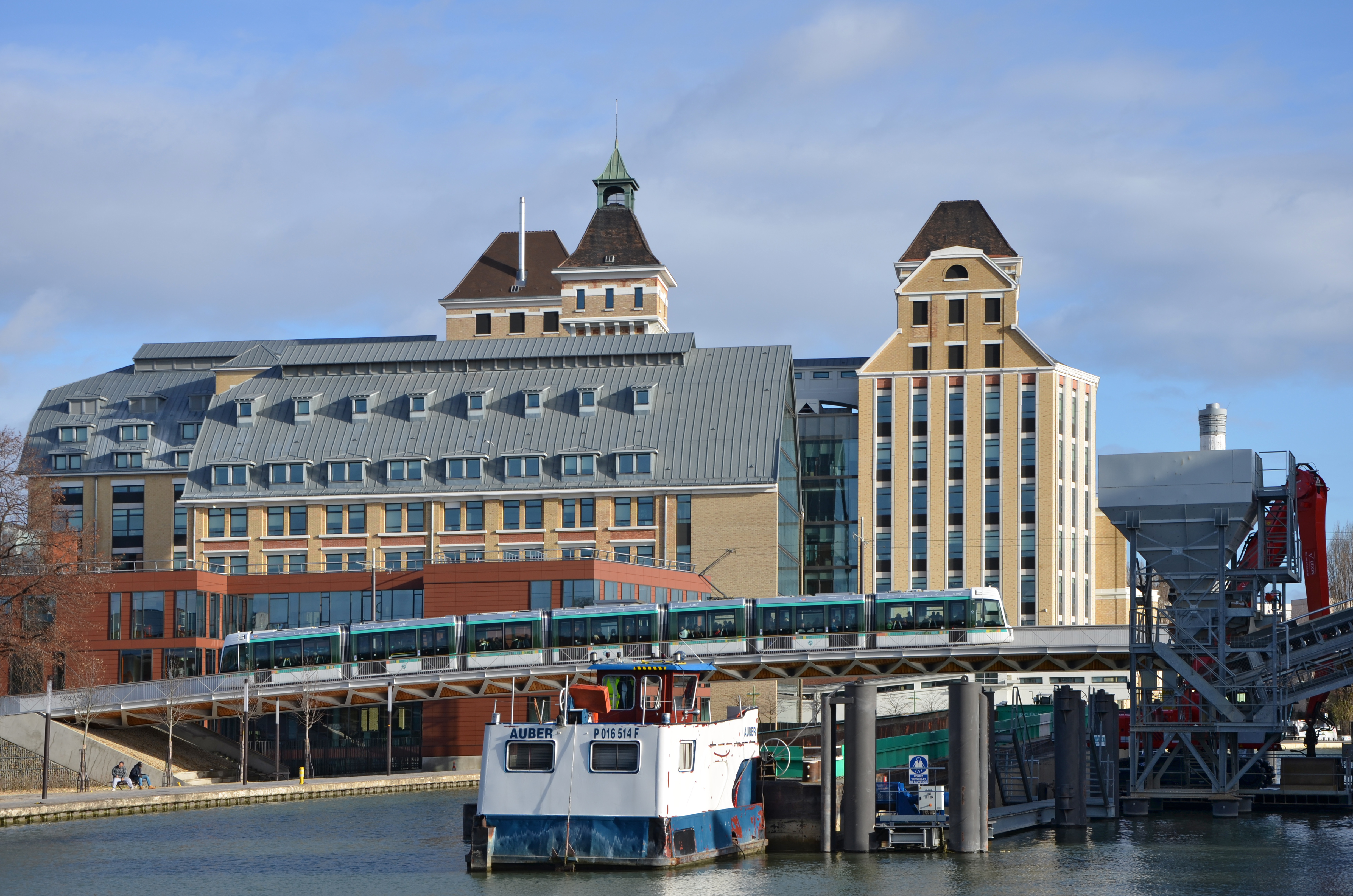
Brücke über den Canal de l’Ourcq

## Technische Neuerungen: Energiesparen mit Superkondensator
Im Rahmen des Projekts STEEM (Système de Tramway à Efficacité Energétique Maximisée = Straßenbahn mit maximierter Energieeffizienz) wurde eine Bahn der Linie 3 mit einem Superkondensator ausgestattet, welche zu Testzwecken von Mai 2009 bis September 2010 auf einem 300 m langen Teilstück zwischen den Haltestellen Porte d'Italie und Porte de Choisy jeweils stromlos fuhr. Mit dem Superkondensator ist es möglich einen Großteil der Bremsenergie zu speichern und beim folgenden Fahrzyklus wieder zu verwenden. Dabei konnte gegenüber den nicht umgerüsteten Fahrzeugen eine durchschnittliche Energieersparnis von 16 % erzielt werden.

## Betrieb und Fuhrpark

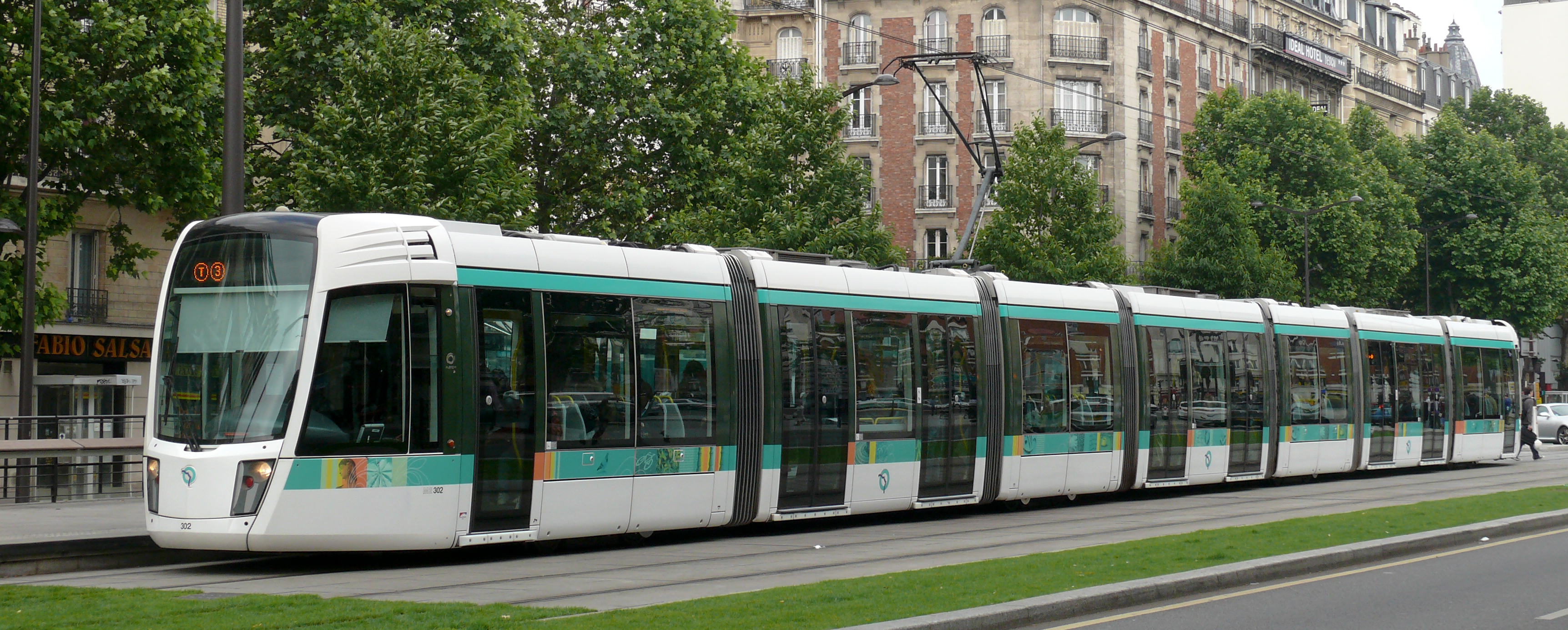
Alstom Citadis auf der T3

Da die meisten Pariser Straßenbahnlinien untereinander keine Gleisverbindungen besitzen und kein Linienwechsel stattfindet, verfügt jede Linie über ihren eigenen Fahrzeugpark. So auch die Linie T3, die mit 46 Fahrzeugen des Typs Citadis 402 des Herstellers Alstom betrieben wird. Die Fahrzeuge haben eine Länge von 43,7 m und eine Breite von 2,65 m und fassen 304 Personen. Sie sind als Zweirichtungsfahrzeuge ausgeführt, sodass an beiden Enden Führerstände sowie auf beiden Seiten Türen vorhanden sind. Dadurch benötigt die Linie keine Wendeschleifen, es wird an den Endstellen nur die Fahrtrichtung geändert. Alle Fahrzeuge und Haltestellen sind barrierefrei zugänglich.
Die Linie verkehrt täglich zwischen 5:00 und 0:30 Uhr, an Freitagen und Samstagen bis 1:00 Uhr. Zur Hauptverkehrszeit beträgt das Intervall 4 Minuten, pro Tag werden 112 000 Fahrgäste befördert.
Im Hinblick auf die geplante Westverlängerung der Linie T3b bestellte das STIF im Juni 2015 zusätzliche 17 Citadis-Züge. 14 Züge sollen Ende 2017 zur Inbetriebnahme dieser Verlängerung bereitstehen. Die drei restlichen werden der Linie T3a zur Kapazitätserhöhung zugeteilt.

## Zukunft
Die Verkehrspolitik der Stadt Paris sieht vor, langfristig die Linie 3 zu einer Ringlinie auszubauen.

### Verlängerung von der Porte Dauphine zum Pont du Garigliano
Im Westen des ersten Teilstücks der T3 wurde bereits unmittelbar mit der Inbetriebnahme im Jahr 2006 eine Verlängerung zur Porte d'Auteuil angedacht. Diese Planungen stießen allerdings im 16. Arrondissement auf starken Widerstand der lokalen Bevölkerung und Gewerbetreibenden und wurden längere Zeit nicht mehr verfolgt.
Im April 2014 erklärte Anne Hidalgo, die neue Bürgermeisterin von Paris, dass es ihr Ziel sei, langfristig den Lückenschluss bis zur Brücke Pont du Garigliano zu erreichen.